# Gerhard Keller (Geologe)
Gerhard Keller (* 22. Juni 1903 in Langensalza; † 27. Januar 1981) war ein deutscher Geologe und Hochschullehrer.

## Leben und Wirken
Er war der Sohn des späteren Volksschulrektors Bernhard Keller in Göttingen. Nach dem Besuch des dortigen Staatlichen Gymnasiums und einem praktischen Jahr studierte er ab 1924 Geologie an der Universität Göttingen, 1926 wechselte er an die Universität Graz und setzte dann bis 1928 das Studium in Göttingen fort. Er promovierte 1928 zum Dr. phil. Im Anschluss wurde er wissenschaftlicher Assistent am Ruhrlandmuseum in Essen. 1929 legte er das Examen als Diplom-Geologe an der Preußischen Geologischen Landesanstalt zu Berlin ab. Er trat zum 1. Mai 1933 der NSDAP bei (Mitgliedsnummer 3.015.067) und schloss sich auch der SA an. 1935 wurde er nach erfolgter Habilitation gleichzeitig Privatdozent am Geologischen Institut der Universität Köln und ab 1940 außerordentlicher Professor. Nach Kriegseinsatz und Gefangenschaft ließ er sich in Ibbenbüren nieder.
1950 wurde er an die Technische Hochschule Hannover berufen und dort 1955 zum außerordentlichen Professor und Direktor des Geologischen Instituts ernannt. Ab 1961 war er Ordinarius und Direktor des Institutes für Geologie und Paläontologie an der Technischen Hochschule Braunschweig. 1969 wurde er emeritiert. Er starb 1981 infolge eines Verkehrsunfalls.

## Schriften (Auswahl)
- Stratigraphisch-fazielle Untersuchungen in der Magerkohle der Gegend von Essen und Witten. Essen 1930.
- Sedimentation und Faltung im Ruhroberkarbon. Essen 1930.
- Paläodictyopteron aus den Magerkohlenschichten (Namurische Stufe) Westfalens. Essen 1931.
- Die Neuaufstellung des Karbon im Museum der Stadt Essen für Heimat-, Natur- und Völkerkunde. Essen 1933.
- Fischreste aus dem Oberkarbon des Ruhrgebiets. Essen 1934.

## Ehrungen
- Ehrenmitglied des Naturwissenschaftlichen Vereins Osnabrück